# Мюневер Аяшлъ
Мюневер Аяшлъ (на турски: Münevver Ayaşlı) е турска писателка.

## Биография
Родена е на 10 юни 1906 година в големия македонски град Солун, тогава в Османската империя, като Хатидже Мюневер (Hatice Münevver) в заможното семейство на военния Джафери Таяр бей и жена му Хайрие Шерифе ханъм. И двамата ѝ родители говорят френски, а баща ѝ и немски. След като Солун попада в Гърция в 1912 година, в началото на 1914 година семейството се мести в Алепо, където Мюневер учи в немско протестантко училище, където освен немски се научава да свири на пиано и на уд. В 1916 година се мести в Бейрут, където също учи в немско училище, но започва да учи и арабски. Мести се в организираното от Халиде Едиб училище, но поради лоша организация на учебния процес след три месеца се връща в немското училище.
След разпада на империята, Мюневер се мести в Истанбул, след това в Шутгарт, но заради тежкото финансово положение на семейството се връща в Истанбул, където семейството живее при брата на баща ѝ. В 1927 година семейството се мести в Анкара. В 1930 година Мюневер се жени за дипломат, който умира в 1944 година.
След смъртта на мъжа си започва да пише. Пише статии във вестниците, както и разкази и романи, като по-голямата част от тях са посветени на живота и на обичаите в Османската империя. Най-известният цикъл романи на Мюневер са посветени на семейство, живеещо по времето на залеза на империята.
Умира на 20 август 1999 година в Истанбул.